# ГЕС Каннелтон
ГЕС Каннелтон — гідроелектростанція на межі штатів Кентуккі та Індіана (Сполучені Штати Америки). Знаходячись між ГЕС McAlpine (вище по течії) та ГЕС Смітленд, входить до складу каскаду на річці Огайо, великій лівій притоці Міссісіпі (басейн Мексиканської затоки). При цьому існують плани обладнання гідрогенеруючими потужностями гребель Ньюбург та John T. Myers, які розташовані між Каннелтон та Смітленд.
У 1966—1974 роках Огайо перекрили бетонною греблею довжиною 430 метрів, яка включає судноплавні шлюзи з розмірами камер 366х34 метри та 183х34 метри. Вона також утримує водосховище, витягнуте по долині річки на 183 км, при цьому рівень поверхні у верхньому та нижньому б'єфі знаходиться на позначках 117 та 109 метрів НРМ відповідно.
У 2010—2016 роках на лівобережжі проклали канал довжиною 0,65 км, посередині якого розташувалась будівля машинного залу. Тут змонтували три бульбові турбіни потужністю по 29,3 МВт, які при напорі у 7,6 метра повинні забезпечувати виробництво 458 млн кВт·год електроенергії на рік.
Видача продукції відбувається по ЛЕП, розрахованій на роботу під напругою 138 кВ.